# Q.E.D.
Q.E.D. — аббревиатура от лат. quod erat demonstrandum — «что и требовалось доказать», «ч. т. д.»; латинское выражение, обозначающее завершение доказательства теоремы.

## Этимология
Выражение quod erat demonstrandum является переводом на латинский с греческого ὅπερ ἔδει δεῖξαι (аббревиатура: ΟΕΔ). При этом греческая фраза имеет значение «что требовалось доказывать», а латинская — «что нужно было показать». Это выражение использовалось многими древнегреческими математиками, включая Евклида, Архимеда и Аристотеля.

## Современная философия
В эпоху Возрождения учёные пользовались латынью, и выражение Q.E.D. часто использовалось в завершении доказательства. Возможно наиболее знаменитое использование Q.E.D. в философии — в основном произведении Бенедикта Спинозы «Этика». Он строил свою метафизику по аналогии с логикой, что предполагало задание алфавита (определение терминов), формулировку логических законов (аксиом), вывод всех остальных положений (теорем) путём логических следствий.

## Формы записи
В систему компьютерной вёрстки ΤΕΧ под командой \qedsymbol или \qed включён символ конца доказательства ■ (заполненный квадрат, так называемый «символ Халмоша»). В Юникоде этот символ называется end of proof (U+220E, ∎). В качестве альтернативы используют □ (пустой квадрат), ‣ (правый треугольник), // (две косые черты), а также русскую аббревиатуру «ч. т. д.».